# Консейсан (Фару)
Консейсан (порт. Conceição) — район (фрегезия) в Португалии, входит в округ Фару. Является составной частью муниципалитета Фару. По старому административному делению входил в провинцию Алгарве. Входит в экономико-статистический субрегион Алгарве, который входит в Алгарве. Население составляет 3751 человек на 2001 год. Занимает площадь 21,74 км².